# Blaise Kouassi
Blaise Kouassi (Abidjan, 2 febbraio 1975) è un ex calciatore ivoriano, di ruolo difensore.

## Palmarès

### Club

#### Competizioni nazionali
- Campionato ivoriano: 2

ASEC Mimosas: 1998, 2000
- Coppa della Costa d'Avorio: 1

ASEC Mimosas: 1999

#### Competizioni internazionali
- CAF Champions League: 1

ASEC Mimosas: 1998